# Artaise-le-Vivier

Artaise-le-Vivier là một xã ở tỉnh Ardennes, thuộc vùng Grand Est ở phía bắc nước Pháp.